# ル・ノイズ
『ル・ノイズ』（Le Noise）は、カナダ／アメリカのミュージシャン、ニール・ヤングの32枚目のスタジオ・アルバムで、2010年9月28日にリリースされた。
ダニエル・ラノワのプロデュースにより、ロサンゼルスでレコーディングされた。
このタイトルは、ラノワの名前をもじった（Lanois→Le Noise）ダジャレである。

## 概要
このアルバムはヤングのソロ演奏で構成されており、主にエレクトリック・ギターにエコー効果、ディストーション、フィードバックが加えられている。このセッションは、ヤングの長年のコラボレーターであった映画監督のL.A. ジョンソンとスティール・ギタリストのベン・キースの死と重なり、歌詞の一部に影響を与えた。また、ラノワはレコーディング中にバイクで瀕死の重傷を負った。このアルバムは2人のカナダ人による初のコラボレーションである。

## 作詞作曲
ヤングは2019年の自身のウェブサイトへの投稿で、「Sign of Love"を 「私の心を打ち砕くラブソングだ、人生はいつも自分の思う通りにはならない」と表現している。その歌詞は長い恋愛を描いている。後にドラマーのデイヴ・グロールがこの曲にドラム・トラックをオーバーダビングし、ヤングのウェブサイトでアウトテイクとして公開している。
「Love and War」の歌詞は、そうしたトピックの曖昧さと複雑さを扱っており、各人の経験が、白か黒かということはほとんどない、さまざまな視点を生み出している。彼はNPRでこう説明している：
この曲には、『愛と戦争について歌うとき／自分が何を言っているのか本当にわからない』とある。それが要約されていると思う。とても深いテーマだからね。他の誰かにとっての意味なんてわかるはずがない。ある人にとっての戦争は、正当な理由があって起こっていることかもしれないし、別の人はひどいことで、決して起こってはならないことだと思うかもしれない。また別の人は、戦争で妹や弟や母親を亡くし、時間の無駄だったと思うだろう。また別の人は、兄が戦争に行き、国のために命を捧げたという、正反対のことを考えるかもしれない。だから、本当に意見を持つことはできない。私にも意見はあるし、物事について非常に大きな声で声明を出したこともある。でも、それが当時の私の気持ちだった。『リヴィング・ウィズ・ウォー』のアルバムを作ったとき、私は歴史の中で当時起こっていたある出来事に対して感じた怒りをとても率直に述べた。しかし、繰り返しになるが、私はそれを信じていた人たち以上に正しくなかった。理由や起こっていることのすべてを知ることなどできるわけがない。私は戦争が好きではない。私は戦争が好きなわけではない。そして、愛はとても有害なものであることもあれば、とても良いものであることもある。だから、どこに向かえばいいのかわからないんだ。だから、私はそのことについて書いたんだ。それはある意味、無駄な視点だ。
「Hitchhiker」は1975年、『Zuma』のセッションから生まれた。この曲は、それまでのヤングの人生における様々な変化とドラッグ体験を年代記したものである。ヤングは現代のインタビューで、「もしテレビ番組だったら、『ドラッグ・クロニクル、T.M.I.』、つまり情報が多すぎるというタイトルになるだろう」とジョークを飛ばしている。ヤングは、ボブ・ディランのために新曲を演奏し、スペシャル・デラックスで彼の反応を聞いたことを印象深く回想している：
「ある晩、ディランが来て、新曲の 「Hitchhiker」と 「Cortez Killer」を聴かせたんだ。「Hitchhiker」は、私がこれまでの人生を通して服用してきたドラッグの歴史を告白した曲なんだけど、彼は『正直だね』と言ってくれた。その瞬間が今でも脳裏をよぎる。ボブのユーモアはとても辛辣だから、思い出すたびに笑ってしまう。この曲は、ストーリーを作るという点ではあまり工夫がなく、ただ私が歴史に従っているだけで、新しいものを作っているわけではないということを、彼なりに親切に言ってくれたのだと思う。いずれにせよ、彼の言い方は今でも面白い」
ヤングはセッション中に曲を修正し、新しいヴァースを加えることもあった。彼は『Waging Heavy Peace』の中でこう説明している：
「ハワイで書いた 「Love and War」と 「Peaceful Valley Boulevard」、そしてまだカットしていなかった 「Hitchhiker」という古い曲を録音した。前の晩に新しい詩をいくつか追加し、今の自分にもっと合うように歌詞も変えた。オールド・ブラックでダニエルのセッティングしたアンプを通してこの曲を演奏したんだけど、ロックなサウンドだった！」
1976年8月のこの曲のアコースティック・テイクは、後に2017年に『ヒッチハイカー』からリリースされる。
「Peaceful Valley Boulevard」は、西部開拓時代の環境史である。
「昔、谷を横切る銃声が聞こえてきて、それからすべてが展開していく。過去から現在へ、そして半未来へと話は進むが、そういうこともある。そんなことは滅多にないけれど、そういうことがあるんだ。そういうときはいつも幸運だと思う」
セッション中に録音された多くの曲は最終的なアルバムには収録されなかった。これらの録音は2019年8月、ニール・ヤング・アーカイヴスのウェブサイトで『The Complete Le Noise Sessions』フィルムの一部として初公開され、アウトテイクとして公開されている。「Born in Ontario」、「Twisted Road」、「For the Love of Man」は後にクレイジー・ホースと『サイケデリック・ピル』で再録音される。「You Never Call」は、ヤングの長年の仲間であった、当時に亡くなったL.A.ジョンソンへのトリビュートで、コンサート・フィルム『Neil Young Journeys』に収録されている。この曲とピアノのソロ曲 「Leia」は、アルバムを引っさげてのツアー中、頻繁にライヴで演奏された。

## レコーディング
ヤングがダニエル・ラノワにアコースティック・アルバムの制作を依頼したのは2010年初頭のことで、ラノワとエンジニアのマーク・ハワードが『Black Dub』で作業している映像をインターネットで見たのがきっかけだった。レコーディングは、ラノワのシルバーレイクの家に設営された間に合わせのスタジオで行われた。ヤングは『Waging Heavy Peace』の中で、そのセッティングについてこう語っている： 
「その家は30年代に建てられた邸宅だった。私はこの家の建築様式が大好きだった。とてもオールド・ハリウッドだった！螺旋階段や地中海風の外観、美しくデザインされた窓やいたるところのアーチが目を楽しませてくれた。そこに到着したとき、私は彼の準備したものにとても感銘を受けた。彼は、私が演奏できるようにいくつかの部屋を用意し、事前に音をセットアップし、試奏用の楽器まで用意してくれていた。とても興味深いスタートの仕方だった。彼は本当に下調べをしていたんだ」エンジニアのマーク・ハワードはこう振り返る： 「各部屋の音響を調べ、アコースティック・ギターとマイクのベストな組み合わせは何か、そこで撮影したときに何がベストに見えるかを検討した。ニールがドアに入ってきたとき、私たちは準備ができていて、彼が演奏すると 「ワオ！」という感じだった。ミュージシャンのためにできる最善のことは、彼らを興奮させることだ。素晴らしいサウンドで彼らの信頼を勝ち取り、技術的なことを心配する必要がないと分かれば、彼らから素晴らしいパフォーマンスを引き出すことができる。そうすれば、素晴らしい演奏ができるようになる」
1970年代に書かれ、セッション中に完成した「Hitchhiker」をレコーディングしようとした時、ヤングはエレキギターで演奏する方が適切だと判断した。Love and War」と「Peaceful Valley Boulevard」の2曲はアコースティック・ギターのままだったが、ヤングは残りの曲をエレクトリック・ギターで演奏し、ハワードとラノワは『Black Dub』で培ったダブのテクニックを応用した。特徴的なギター・サウンドは、ヤングがステレオ・ピックアップを搭載したグレッチ・ホワイト・ファルコンを2台のフェンダー・デラックス・アンプで鳴らし、Eventide H3500サブハーモニック・ジェネレーターで処理することで実現した。ラノワは、この曲をエレクトリック・ソロ・パフォーマンスとして録音することにした理由をこう語っている：
「ニールと私は、アンプに対する愛情と熱意で結ばれたんだ。私が50年代のフェンダー・ツイード・デラックスの素晴らしいコレクションを持っていて、エレキ・ギターを1本か2本持ち出そうと提案したら、ニールはそのアンプで何ができるかを聞いて興奮したんだと思う。このギターはスプリット・ピックアップになっていて、低音弦は1台のアンプから、高音弦はもう1台のアンプから鳴らすことができるんだ。だから、私が信号を操作しようとしなくても、ギターから本当にクールでユニークな音が出るんだ。「Hitchhiker」で、ヤングは彼のレス・ポール「Old Black」を弾いている。ニールが弾き始めると、「あぁ、彼だ！」って思うんだ。グレッチの方がミッドレンジと透明感があるのに対して、レス・ポールは肉付きが良くて、グランジでニヒルな存在感がある。どちらのギターもTweedsを通すと素晴らしいサウンドになるんだ」
ギターとヴォイスには、Lexicon Prime TimeとTC Electronics Fireworksのディレイ・エフェクトが使われ、ラノワとハワードはリアルタイムでエフェクトをかけ、ヤングはその結果をモニター・システムを通して聴くことができた。ハワードによれば、「部屋の中央に立つと、今まで聴いたことのないような最高のサウンドで、信じられないほどだった。スピーカーは全開で、壁に手を当てると、揺れているんだ。ほとんど地震並みだった！[...）ニールは、『おい、みんな、最高だ。もっとやれ！』って。だからレコーディングの後、ほとんどの曲でもう一度スタジオに入り、特定の単語やフレーズをキャッチしてダビングしたんだ」ヤングはニューヨーク・タイムズ紙に、ラノワのミキシング・プロセスへの満足感をこう語っている： 
「起こったことはすべて実際に起こったことなんだけど、彼はパフォーマンスの断片を取り出して、それをまた別の場所に入れるんだ。彼はミックスの中でパフォーマンスをし、私もパフォーマンスの中でパフォーマンスをする」ラノワはこう説明する。「私は大まかな筆致の例えが好きなんだ。とても絵画的なものの見方で、音楽には絵があるのが好きなんだ。私の仕事のその部分はずっと変わっていない。また、私の作品には常にディテールがあると思う。ニール・ヤングのレコードの第一印象は、おそらく生々しく、あまり手が加えられていないというものだろうが、よく見ると細部に美しい細工が施されている」

## リリース
2010年8月20日、ヤングは次のアルバムとその発売日を明らかにし、ソロアルバムであることを明言した。『ル・ノイズ』は9月28日にCD、レコード、ブルーレイ、デジタルでリリースされた。アルバムに付随して、アダムCKヴォリックが撮影した全曲のスタジオでのライブ・パフォーマンスを収めたモノクロ・フィルムがYouTubeで公開され、DVDフォーマットでもリリースされた。「Angry World」「Hitchhiker」「Love And War」そして「Walk With Me」はアルバム・リリース前に別々に初公開された。
この曲「Angry World」はグラミー賞の最優秀ソロ・ロック・ヴォーカル・パフォーマンス賞を受賞した。

## 評価
| 専門評論家によるレビュー | 専門評論家によるレビュー |
| レビュー・スコア         | レビュー・スコア         |
| 出典                     | 評価                     |
| ------------------------ | ------------------------ |
| AllMusic                 | [ 18 ]                   |
| BBC Online               | (positive)               |
| Guardian                 | [ 20 ]                   |
| Pitchfork                | (7.6/10)                 |
| PopMatters               | (9/10)                   |
| Rolling Stone            | [ 23 ]                   |
| Slant                    | [ 24 ]                   |
| Uncut                    | [ 25 ]                   |

 
『ル・ノイズ』はおおむね好意的な評価を受け、Uncut誌は年末のトップ50アルバム・リストで2010年のベスト・アルバム第2位に選出した。このアルバムはローリング・ストーン誌の2010年ベストアルバム30で20位にランクインした。
このアルバムは、2011年のポラリス音楽賞のロングリスト候補に選ばれた。

## トラックリスト
| 全作詞・作曲: ニール・ヤング。 |                                |                |                |      |
| #                              | タイトル                       | 作詞           | 作曲・編曲     | 時間 |
| 1.                             | 「Walk with Me」               | ニール・ヤング | ニール・ヤング | 4:25 |
| 2.                             | 「Sign of Love」               | ニール・ヤング | ニール・ヤング | 3:58 |
| 3.                             | 「Someone's Gonna Rescue You」 | ニール・ヤング | ニール・ヤング | 3:29 |
| 4.                             | 「Love and War」               | ニール・ヤング | ニール・ヤング | 5:37 |
| 5.                             | 「Angry World」                | ニール・ヤング | ニール・ヤング | 4:11 |
| 6.                             | 「Hitchhiker」                 | ニール・ヤング | ニール・ヤング | 5:32 |
| 7.                             | 「Peaceful Valley Boulevard」  | ニール・ヤング | ニール・ヤング | 7:10 |
| 8.                             | 「Rumblin'」                   | ニール・ヤング | ニール・ヤング | 3:39 |

## 参加ミュージシャン
- ニール・ヤング - ギター、ヴォーカル

制作スタッフ
- ダニエル・ラノワ - 制作
- マーク・ハワード - 録音、ミキシング
- トニー・マングリアン、フロ・アモン - 編集
- クリス・ベルマン - マスタリング
- マーガレット・マリセン - 制作協力

映像スタッフ
- アダム・CK・ヴォリック - 演出、撮影、編集演出
- ダニエル・ラノワ - 演出、制作
- バーナード・シェイキー（ニール・ヤング） - 制作
- カロリーナ・チェリソラ - ダンス（アングリー・ワールド）

ブルーレイ制作スタッフ
- バーナード・シェイキー（ニール・ヤング） - 演出
- ウィル・ミッチェル - 制作
- エリオット・ラビノヴィッツ - 製作総指揮
- トシ・オーヌキ（大貫敏之） - 美術監督
- オレ・ルッジェンス、ジョー・ライス、トニー・ロツンド - プロダクション
- リチャード・ロス、フィル・スターナー、トラヴィス・ボイル、デヴィッド・ボーン - エンジニアリング
- ブランドン・ラサン、エリック・マルティネス、マリオ・サンミゲル、ハンナ・ジョンソン - 制作補助
- アダム・CK・ヴォリック、ジム・ミシアーノ - 撮影